# Tungevarsfiskar
Tungevarsfiskar (Bothidae) är en familj av fiskar. Tungevarsfiskar ingår i ordningen plattfiskar (Pleuronectiformes). Enligt Catalogue of Life och Fishbase omfattar familjen Bothidae 163 arter. 
Familjens arter förekommer bara i saltvatten. De lever i tropiska och tempererade hav över hela världen. Hos vuxna individer ligger båda ögon på samma sida och vanligen på vänstra sidan. Tungevarsfiskars anus ligger däremot på den motsatta sidan. Ryggfenan börjar lite framför det övre ögat (närmare munnen). Arterna äter mindre fiskar och ryggradslösa djur som fångas nära havets botten.
Släkten enligt Catalogue of Life och Dyntaxa:
- Arnoglossus
- Asterorhombus
- Bothus
- Chascanopsetta
- Crossorhombus
- Engyophrys
- Engyprosopon
- Grammatobothus
- Japonolaeops
- Kamoharaia
- Laeops
- Lophonectes
- Monolene
- Neolaeops
- Parabothus
- Perissias
- Psettina
- Taeniopsetta
- Tosarhombus
- Trichopsetta